# Проксения

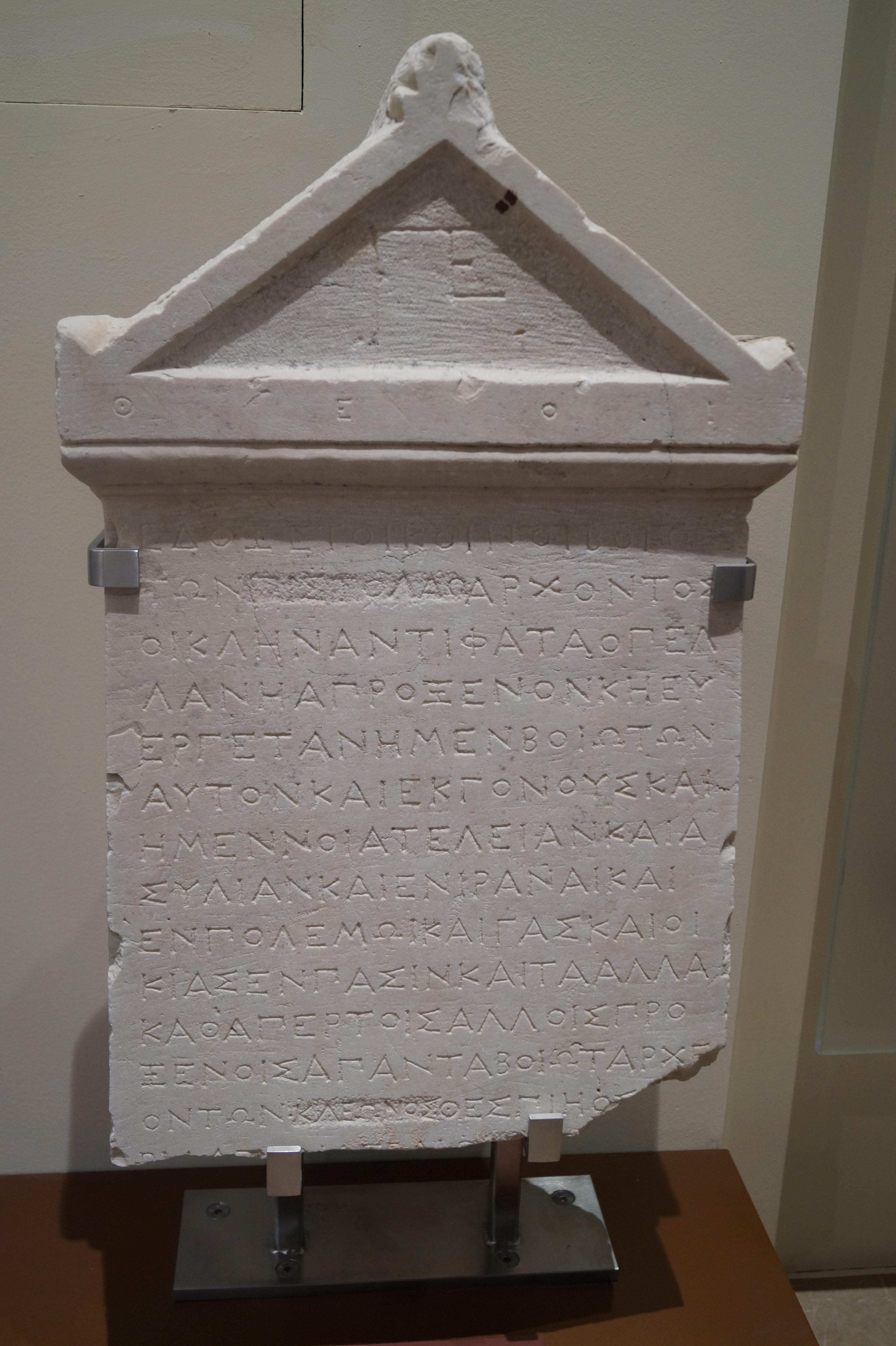
Декрет о проксении из Онхеста в Археологическом музее в Фивах

Проксения (др.-греч. προξενία) — институт древнегреческого международного права, общественное гостеприимство.

## История
Проксения выросла из частной ксении — обычая ритуального гостеприимства-побратимства (ср. куначество у народов Кавказа), заключавшегося двумя лицами — представителями разных полисов и налагавшего на заключивших его лиц (ксенов) ряд взаимных обязательств. Собственно проксения, сложившаяся к V веку до н. э., имела уже безусловное политическое значение, особенно важное при дипломатических сношениях.
Чужеземец-афинянин! Ты, может быть, не знаешь, что очаг нашего полиса — ваш проксен. Когда все детьми услышат, что они — проксены какого-то полиса, то каждым из нас — проксенов с юности благорасположение к этому полису овладевает, как ко второй родине после своего собственного полисаПлатон, «Законы» (642  b-d)
Практически каждый полис имел с этого времени в других полисах своих представителей — проксенов. Проксения обычно была наследственной; впрочем, гражданин мог по своему желанию разорвать союз проксении, унаследованный им от предков, или вновь восстановить разорванный союз. С упадком полисного строя, особенно начиная с эпохи эллинизма, реальная политическая роль проксении уменьшается.
Самое первое известное упоминание о проксении — это надпись из Керкиры, которая датируется примерно 625—600 годами до н. э. Она сделана на кенотафе погибшего в море Менекрата из Локр Озолийских, который «был проксеном народа».

## В литературе
В литературных источниках самое раннее известное употребление этого термина встречается у Пиндара (Olymp. IX, 83; Isthm. IV, 8: Nem. VII, 65), Вакхилида (9, 76) и Эсхила (Aesch. Suppl. 239, 419, 491, 919, 920). Например, в оде на победу Мелисса Фиванского (Isthm. IV, 8) Пиндар утверждает, что Клеонимиды, род Мелисса, издавна почитались фиванцами и были проксенами амфиктионов, то есть жителей соседних с Фивами общин.
Обычной практикой становится дарование проксении тем, кто оказал какие-то услуги гражданам полиса. Вносить предложение в народное собрание о назначении проксеном должен был тот, кто получил эти услуги, то есть сохранялся личный характер этой формы межполисных отношений.
Частое упоминание проксении в источниках говорит о том, что она была широко распространена и воспринималась как неотъемлемая часть общественной жизни. Многочисленные примеры дарования проксении и привилегии проксенам, а также услуги, которые они оказывали, говорят о том, что даже в эллинистическую эпоху проксения не стала только почетным титулом, а имела реальное, практическое значение. Благодаря проксенам создавалась широкая сеть связей между гражданами различных полисов, бывшая одним из тех факторов, которые обеспечивали единство греческого мира, несмотря на его политическую раздробленность и географическую рассеянность. Действительно, недавние исследования показывают, что услуги, предлагаемые бенефициарами Проксении гражданам города-партнера, могут способствовать развитию торговли.